# Symfonie nr. 10 (Hovhaness)
De Amerikaanse componist Alan Hovhaness voltooide zijn Symfonie nr. 10 "Vahaken" (opus 184) in 1959. Er ging echter een lange tijd overheen totdat de symfonie gereed was. Hovhaness begon aan het stuk te werken in zijn Armeense periode rond 1945. Na zijn Armeense periode ging Hovhaness de muziek van India bestuderen en verwerkte uiteindelijk invloeden van die muziek in zijn tiende symfonie. De basis bleef echter Armenië, vandaar de subtitel, Vahaken (Վահագն), een Armeense godheid. Hovhaness leverde de symfonie op in Zwitserland. Gezien de orkestratie kan gesproken worden van een kamersymfonie.

## Delen
1. Andante – Allegro
2. Intermezzo (Allegretto)
3. Andante – Allegro.

De muziek heeft het karakter van minimal music, eenmaal begonnen met een thema bleef de componist om dat thema heen componeren. Het werk heeft dus niet het klassieke idee van een symfonie, thema met uitwerking en een muzikale oplossing naar het eind. De muziek blijft in een kringetje draaien; een typische vorm van Indiase muziek; de Jhala. Een natuurlijk slot is er dan ook niet; de muziek houdt ineens op.

## Orkestratie
- 1 dwarsfluit, 1 hobo tevens althobo, 1 klarinet, 1 fagot
- 1 hoorn, 1 trompet, 1 trombone
- pauken, percussie 1 harp, celesta
- violen, altviolen, celli, contrabassen

## Discografie
- Uitgave Centaur Records: Frost Symphony o.l.v.Chung Park in een opname van november 2006

Symfonie nr. 1 · 2 · 3 · 4 · 5 · 6 · 7 · 8 · 9 · 10 · 11 · 12 · 13 · 14 · 15 · 16 · 17 · 18 · 19 · 20 · 21 · 22 · 23 · 24 · 25 · 26 · 27 · 28 · 29 · 30 · 31 · 32 · 33 · 34 · 35 · 36 · 37 · 38 · 39 · 40 · 41 · 42 · 43 · 44 · 45 · 46 · 47 · 48 · 49 · 50 · 51 · 52 · 53 · 54 · 55 · 56 · 57 · 58 · 59 · 60 · 61 · 62 · 63 · 64 · 65 · 66 · 67